# Sehjra
Sehjra (ourdou : Nq) est une ville et un conseil d'Union du district de Kasur dans la province du Punjab au Pakistan. Il fait partie de Kasur Tehsil et est situé à 31°7'0N 74°37'15E avec une altitude de 192m.